# Ewood Park
Ewood Park es un estadio de fútbol en Blackburn, Lancashire, donde juega sus partidos como local el Blackburn Rovers. El estadio, que abrió sus puertas en 1890, tiene una capacidad de 31 367 personas.
El estadio acogió tres partidos del Campeonato Femenino de la UEFA de 2005; dos partidos del seleccionado inglés de fútbol en fase de grupos, y la final.

## Récord
Récord  de asistencia: 62 522 personas Bolton Wanderers, 2 de marzo de 1929 (FA Cup 6th Ronda).